# Oscar Castro-Neves
Oscar Castro-Neves (Rio de Janeiro, 15 maggio 1940 – Los Angeles, 29 settembre 2013) è stato un cantante, chitarrista e compositore brasiliano.

## Biografia
Oscar Castro-Neves nacque in una famiglia di musicisti. La madre suonava la chitarra e lo zio il violoncello, e fu proprio quest'ultimo che gli insegnò la tecnica di base del cavaquinho; con tre dei sette fratelli – Mário al pianoforte, Léo alla batteria e Ico al contrabbasso – Oscar avrebbe presto formato un gruppo musicale, esibendosi col quartetto alla Rádio Difusora di Petrópolis.
Fu, assieme a Carlos Lyra, Roberto Menescal, Ronaldo Bôscoli e Chico Feitosa, fra i giovani strumentisti iniziatori nella seconda metà degli anni cinquanta del fenomeno della bossa nova che germogliò nei convegni musicali tenuti presso l'appartamento di Nara Leão. Il musicista era rimasto affascinato dai tentativi sperimentali di innestare nella musica brasiliana della tradizione spunti classici tratti da musicisti quali Maurice Ravel e Claude Debussy così da ottenere soluzioni armoniche innovative. Determinanti per l'evoluzione artistica di Castro-Neves furono le sue frequentazioni dei club musicali di Rio de Janeiro, nei quali conobbe Johnny Alf, profondamente influenzato dal jazz nordamericano, e Antônio Carlos Jobim.
Oscar Castro-Neves raggiunse la notorietà con il motivo di sua composizione Chora tua tristeza, inciso dapprima da Carlos Lyra e ripreso poi da diversi altri musicisti, e con Menina feia, registrata da Lúcio Alves. Il grande passo fu la formazione di un nuovo gruppo composto assieme al fratello Ico al contrabbasso, a Henry Percy Wilcox alla chitarra e a Roberto Ponte alla batteria e in cui Oscar suonava il pianoforte e la chitarra; con questa formazione nel 1962 volò a New York per intervenire  al Festival della Bossa Nova che si tenne alla Carnegie Hall e che vide esibirsi una folta schiera di artisti brasiliani. Insieme a Milton Banana il quartetto registrò l’LP O ritmo e o som da bossa nova. Castro-Neves non si lasciò sfuggire l’opportunità di collaborare con Dizzy Gillespie e il suo quintetto, con il quartetto di Stan Getz, con i gruppi di Lalo Schifrin e Laurindo Almeida, e a fianco di Ray Brown, Shelly Manne e Bud Shank.
Nel 1964 Castro-Neves ebbe esperienze musicali con Vinícius de Moraes, Dorival Caymmi e il Quarteto em Cy. È dello stesso anno Onde está você?, eseguita nello spettacolo O fino da bossa e divenuta in breve uno dei suoi maggiori successi nell’esecuzione di Alaíde Costa. L'anno seguente il musicista lanciò alcune registrazioni dal vivo, A bossa nova no Paramount e O fino da bossa, effettuate l'anno precedente, e bossa nova no Carnegie Hall del 1962; compose e arrangiò la colonna sonora di Liberdade, liberdade, lavoro teatrale di Millôr Fernandes e Flávio Ranger, e quella del film Toda donzela tem um pai que é uma fera; dell'anno seguente è Morrer de amor, brano incluso nell'LP Tom Jobim apresenta.

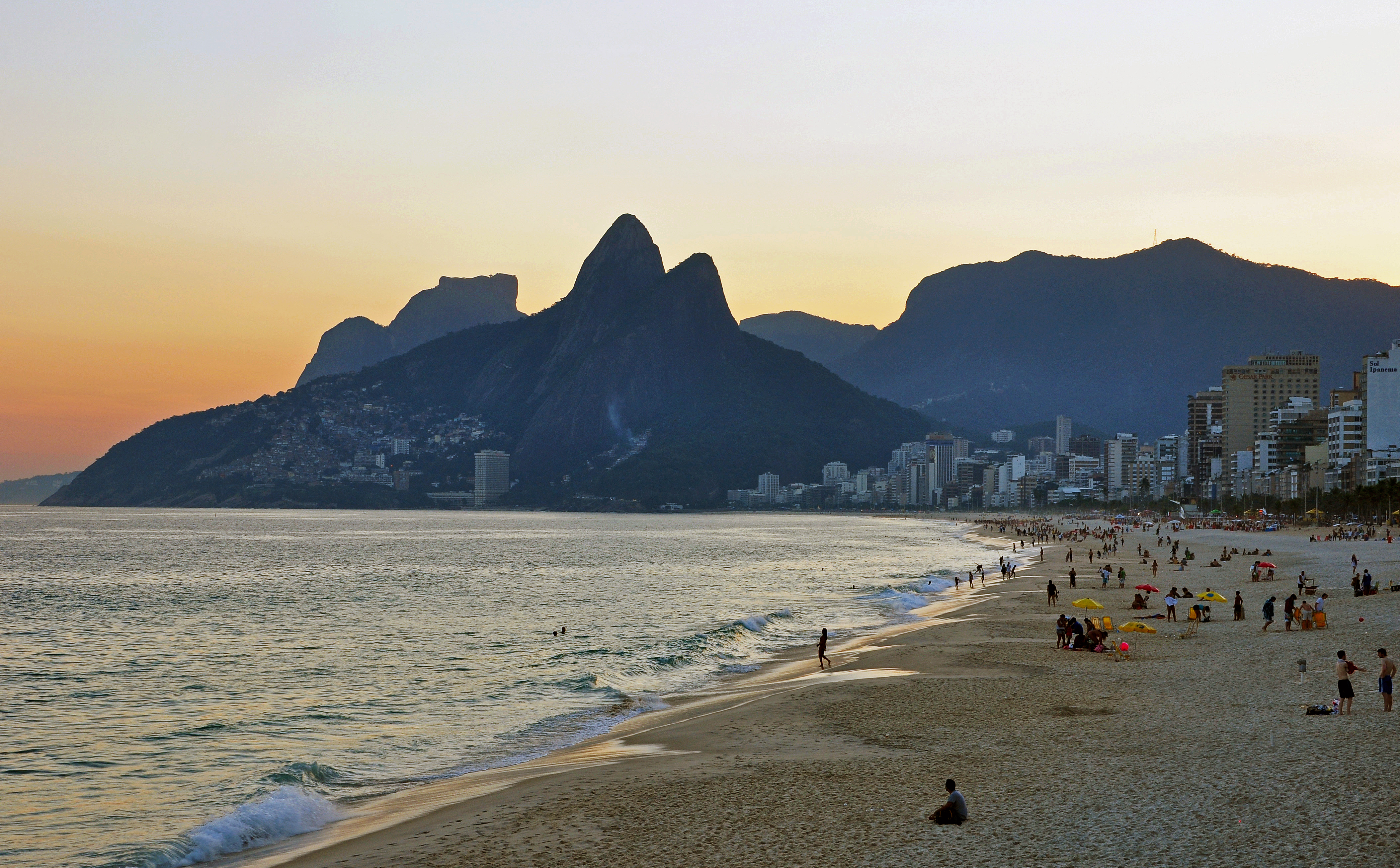
La spiaggia di Ipanema al tramonto

Negli anni settanta fu a stretto contatto con Sérgio Mendes e i suoi Brasil 66. Oltre a essere strumentista della formazione, ne fu direttore artistico e partecipò all’incisione di più di quindici album. Nel 1973 registrò l’LP Alaíde Costa e Oscar Castro Neves e lungo il decennio ebbe collaborazioni con Quincy Jones, Barbra Streisand, Michael Jackson, Dave Grusin, Antônio Carlos Jobim, Laurindo Almeida, Flora Purim e Paul Winter. Nel 1982 arrangiò e diresse le musiche di Gabriela, cravo e canela, e proseguì queste esperienze nella residenza di Los Angeles, come compositore di musiche per le emittenti NBC e KVEA oltre a curare la produzione e gli arrangiamenti di pellicole hollywoodiane, fra le quali Blame It on Rio e Sister Act II. Fu produttore tra gli altri di Toots Thielemans, Joe Henderson, Kenny Rankin, Ottmar Liebert ed Eliane Elias. Era anch’egli sulla spiaggia di Ipanema, a calcare il palco del concerto Bossa nova 50 anos a fianco di Roberto Menescal, Carlos Lyra, Wanda Sá, Maria Rita, Emilio Santiago, lo Zimbo Trio, Leila Pinheiro, Marcos Valle Leny Andrade, Fernanda Takai, João Donato, Joyce, fra i tanti artisti brasiliani presenti.
Oltre ai musicisti citati, l’artista brasiliano ebbe modo di collaborare con tantissimi artisti di varie tendenze musicali come ad esempio Frank Sinatra, Diane Schuur, Dave Grusin, Herbie Hancock, Michael Brecker, João Gilberto, Miúcha, Yo-Yo Ma, Anna Maria Jopek.
Oscar Castro-Neves è morto di cancro nel settembre del 2013, all'età di 73 anni.

## Discografia

### Album
- 1962 - Big Band Bossa Nova - Oscar Castro-Neves e Sua Orchestra
- 1962 - Bossa nova mesmo (Carlos Lyra, Laís, Lúcio Alves, Silvinha Telles, Vinicius de Moraes e il complesso di Oscar Castro Neves)
- 1973 - Alaíde Costa e Oscar Castro Neves (Alaíde Costa e Oscar Castro Neves)
- 1974 - Um encontro - Lee Ritenour e Oscar Castro Neves
- 1987 - Oscar!
- 1991 - More Than Yesterday
- 1993 - Tropical Heart
- 1998 - Brazilian days - Oscar Castro Neves and Paul Winter (Oscar Castro Neves e Paul Winter)
- 2003 - Playful Heart
- 2006 - All One
- 2009 - Live at Blue Note Tokyo
- [S/D] - Oscar Castro Neves

### Partecipazioni
- 1962 - Bossa nova at Carnegie Hall (Artisti vari)
- 1964 - O fino da bossa (Artisti vari)
- 1967 - Vinicius e Caymmi no Zum Zum - Dorival Caymmi, Quarteto em Cy e Vinicius de Moraes[8]